# Triunfo Potiguar
Triunfo Potiguar is een gemeente in de Braziliaanse deelstaat Rio Grande do Norte. De gemeente telt 3.327 inwoners (schatting 2009).